# Sene Ta'ala
Laifa Sene Ta'ala, né le 21 octobre 1973 à Johnsonville, Wellington (Nouvelle-Zélande) est un joueur de rugby à XV samoan qui joue en équipe nationale avec l'équipe des Samoa. Il évolue au poste de deuxième ligne ou de troisième ligne aile. Il mesure 1,93 m pour 109 kg.

## Carrière

### En club
- 1996-1999 : Wellington (NZ)

### En équipe nationale
Il a eu sa première cape internationale le 13 juillet 1996, à l’occasion d’un match contre l'équipe des Tonga.

## Palmarès international
- 18 sélections avec l'Équipe des Samoa de rugby à XV
- Sélections par année : 3 en 1996, 2 en 1997, 3 en 1998, 9 en 1999, 1 en 2001.

- Coupe du monde disputée: 1999 (4 matchs, 2 comme titulaire).